# U-122 (tàu ngầm Đức) (1939)
U-122 là một tàu ngầm tuần dương  Lớp Type IX thuộc phân lớp Type IXB được Hải quân Đức Quốc Xã chế tạo trong Chiến tranh Thế giới thứ hai. Nhập biên chế năm 1940, nó chỉ kịp thực hiện được hai chuyến tuần tra và đánh chìm được một tàu buôn tải trọng 5.911 GRT, trước khi bị mất tích từ ngày 22 tháng 6, 1940 trong hành trình từ Bắc Hải tiến ra Đại Tây Dương.

## Thiết kế và chế tạo

### Thiết kế
Thiết kế của tàu ngầm Type IXB là phiên bản nâng cấp nhỏ từ Type IXA, tăng thêm trữ lượng nhiên liệu để kéo dài tầm xa hoạt động. Chúng có trọng lượng choán nước 1.051 t (1.034 tấn Anh) khi nổi và 1.178 t (1.159 tấn Anh) khi lặn. Con tàu có chiều dài chung 76,50 m (251 ft 0 in), lớp vỏ trong chịu áp lực dài 58,75 m (192 ft 9 in), mạn tàu rộng 6,51 m (21 ft 4 in), chiều cao 9,60 m (31 ft 6 in) và mớn nước 4,70 m (15 ft 5 in).
Chúng trang bị hai động cơ diesel MAN M 9 V 40/46 siêu tăng áp 9-xy lanh 4 thì, tổng công suất 4.400 PS (3.200 kW; 4.300 bhp), dẫn động hai trục chân vịt đường kính 1,92 m (6,3 ft), cho phép đạt tốc độ tối đa 18,2 kn (33,7 km/h), và tầm hoạt động tối đa 12.000 nmi (22.000 km) khi đi tốc độ đường trường 10 kn (19 km/h). Khi đi ngầm dưới nước, chúng sử dụng hai động cơ/máy phát điện Siemens-Schuckert 2 GU 345/34 tổng công suất 1.000 PS (740 kW; 990 shp). Tốc độ tối đa khi lặn là 7,3 kn (13,5 km/h), và tầm hoạt động 64 nmi (119 km) ở tốc độ 4 kn (7,4 km/h). Con tàu có khả năng lặn sâu đến 230 m (750 ft).
Vũ khí trang bị có sáu ống phóng ngư lôi 53,3 cm (21 in), bao gồm bốn ống trước mũi và hai ống phía đuôi, và mang theo tổng cộng 22 quả ngư lôi 53,3 cm (21 in). Tàu ngầm Type IX trang bị một hải pháo 10,5 cm (4,1 in) SK C/32 với 110 quả đạn, một pháo phòng không 3,7 cm (1,5 in) SK C/30 và hai pháo phòng không 2 cm (0,79 in) C/30. Thủy thủ đoàn bao gồm 4 sĩ quan và 44 thủy thủ.

### Chế tạo
U-122 được đặt hàng vào ngày 15 tháng 12, 1937, và được đặt lườn tại xưởng tàu AG Weser của hãng DeSchiMAG ở Bremen vào ngày 5 tháng 3, 1939. Nó được hạ thủy vào ngày 20 tháng 12, 1939, và nhập biên chế cùng Hải quân Đức Quốc Xã vào ngày 30 tháng 3, 1940 dưới quyền chỉ huy của Hạm trưởng, Thiếu tá Hải quân Hans-Günther Looff.

## Lịch sử hoạt động

### Chuyến tuần tra thứ nhất
Thực hiện chuyến tuần tra đầu tiên trong chiến tranh từ ngày 16 đến ngày 25 tháng 5, 1940, U-122 tham gia vào Chiến dịch Na Uy khi vận chuyển một khẩu pháo phòng không Flak 8,8 cm cùng đạn dược, bom, xăng máy bay và dầu nhờn từ Kiel đến cảng Trondheim, Na Uy. Vào ngày 23 tháng 5, nó đụng độ với một tàu ngầm đối phương không rõ nhận dạng, nhưng cả hai phía đều đã không tấn công. U-122 đi đến cảng Wilhelmshaven trước khi kết thúc chuyến tuần tra tại Kiel.

### Chuyến tuần tra thứ hai - Bị mất tích
U-122 lại xuất phát từ cảng Kiel vào ngày 20 tháng 6 cho chuyến tuần tra thứ hai, cũng là chuyến cuối cùng. Nó tiến ra Bắc Hải, rồi băng qua khe GIUK giữa các quần đảo Shetland và Faroe, dự định sẽ hoạt động trong vùng biển Bắc Đại Tây Dương về phía Tây Nam Ireland. Trên đường đi vào ngày 20 tháng 6, nó đã đánh chìm chiếc tàu buôn Anh SS Empire Conveyor 5.911 GRT ở vị trí cách 50 nmi (93 km) về phía Đông Nam đảo Barra Head, Hebrides.  U-122 báo cáo về căn cứ lần cuối cùng vào ngày 21 tháng 6 ở khoảng tọa độ 56°00′B 10°30′T / 56°B 10,5°T, và sau đó nó hoàn toàn mất liên lạc.
U-122 được công bố mất tích với toàn bộ 49 thành viên thủy thủ đoàn từ ngày 22 tháng 6, 1940 tại khu vực giữa eo biển Bắc (giữa Anh và Ireland) cho đến vịnh Biscay. Nó có thể đã đắm do va chạm với chiếc San Felipe vào ngày 22 tháng 6 hoặc bị tàu corvette Anh HMS Arabis thả mìn sâu đánh chìm vào ngày 23 tháng 6.
Một số nguồn Hà Lan và Ba Lan đặt giả thuyết U-122 đã bị đánh chìm sau khi bị tàu ngầm Ba Lan ORP Wilk húc trúng lúc khoảng sau nữa đêm ngày 20 tháng 6. Giả thuyết này vẫn còn đang trong vòng tranh luận, vì có thể ORP Wilk đã húc phải và làm đắm tàu ngầm Hà Lan HNLMS O-13 hay một phao tiêu đánh dấu bãi mìn. Hơn nữa U-122 lại đánh chìm Empire Conveyor trong ngày hôm đó ở tọa độ cách xa vị trí đã đụng độ với Wilk, và U-122 báo cáo về căn cứ lần sau cùng vào ngày hôm sau.

### Tóm tắt chiến công
U-122 đã đánh chìm được một tàu buôn tải trọng 5.911 GRT:
| Ngày             | Tên tàu         | Quốc tịch      | Tải trọng | Số phận      |
| ---------------- | --------------- | -------------- | --------- | ------------ |
| 20 tháng 6, 1940 | Empire Conveyor | United Kingdom | 5.911     | Bị đánh chìm |